# Horná Streda
Horná Streda (em húngaro: Felsőszerdahely) é um município da Eslováquia, situado no distrito de Nové Mesto nad Váhom, na região de Trenčín. Tem 9,83 km² de área e sua população em 2018 foi estimada em 1.370 habitantes.

## Demografia
| Ano:        | 1994 | 2004   | 2014   | 2024   |
| ----------- | ---- | ------ | ------ | ------ |
| Broj ljudi: | 1328 | 1264   | 1350   | 1420   |
| Razlika:    |      | -4,81% | +6,80% | +5,18% |

| Ano:               | 2023 | 2024   |
| ------------------ | ---- | ------ |
| Número de pessoas: | 1415 | 1420   |
| Diferença:         |      | +0,35% |